# 竹根七
竹根七（学名：Disporopsis fuscopicta）是天门冬科竹根七属的植物，为中国的特有植物。分布在中国大陆的广东、湖南、四川、江西、贵州、广西、云南、福建等地，生长于海拔500米至2,400米的地区，见于林下或山谷中，目前尚未由人工引种栽培。